# 湯都區
湯都是菲律賓馬尼拉市西北部的市轄區，住宅區和工業區為主，以貧民窟而聞名。
此區是菲律賓獨立運動的發起人安德烈·滂尼发秀和前總統－約瑟夫·艾斯特拉達之出生地。

## 歷史
此區乃湯都王國由1,100年前立國至西班牙人殖民前的根據地曾音譯為"Tundun"。至十六世紀末西班牙人到來，於湯都一帶建立了通都省；至1800年，通都省更名為馬尼拉省。
至菲律賓獨立後，馬尼拉人口大幅增加，其中湯都於1970年代，已成為世界人口密度最高、全國最貧窮和開發程度最低和犯罪率最高的地區。歷年來馬尼拉市政府多次著手重建此區，然而效果相當有限。

## 醫療機構
- 湯都總醫院
- 瑪麗莊士敦醫院
- Gat. Andres Bonifacio Hospital
- 大都會醫院

## 畫廊

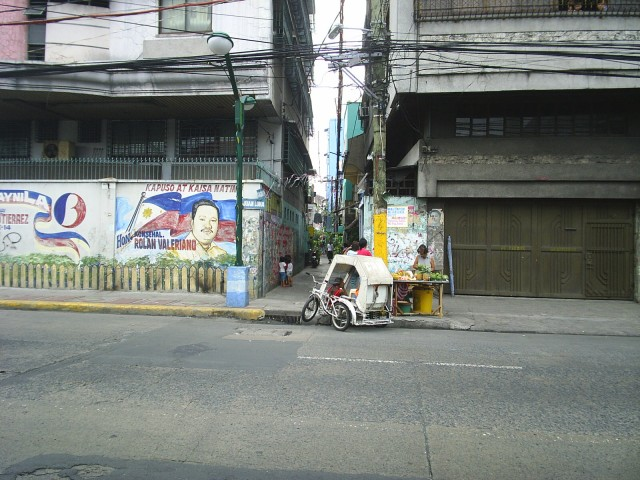
Juan Luna街上的水果攤販
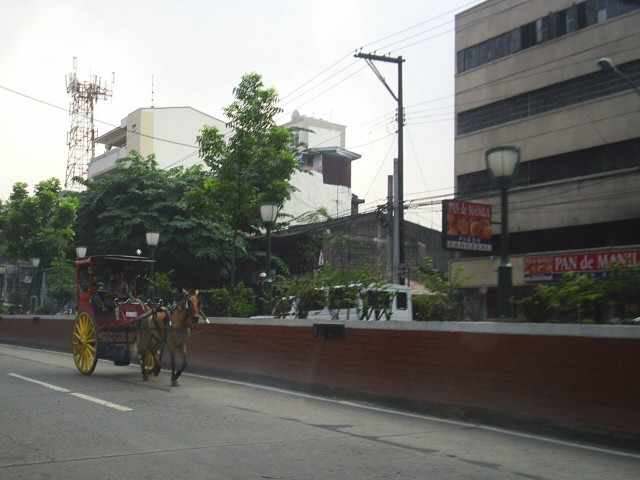
載貨馬車
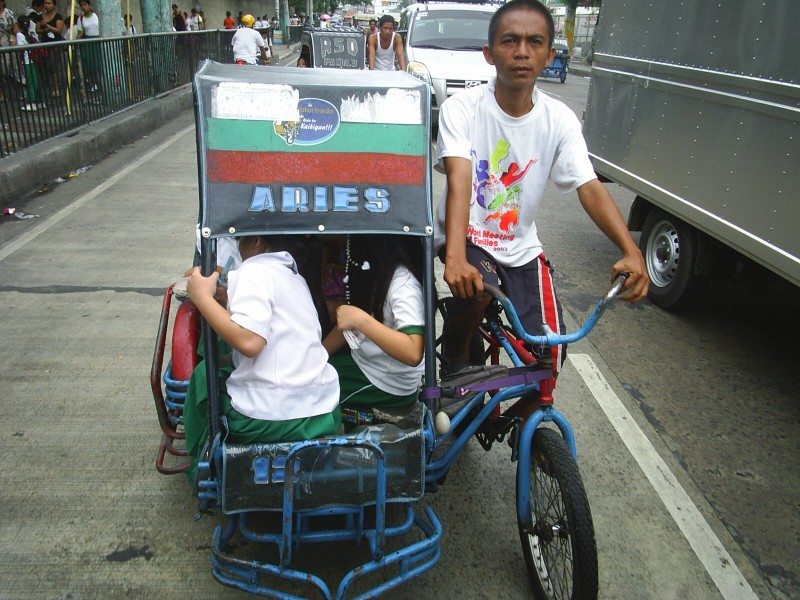
三輪計程車
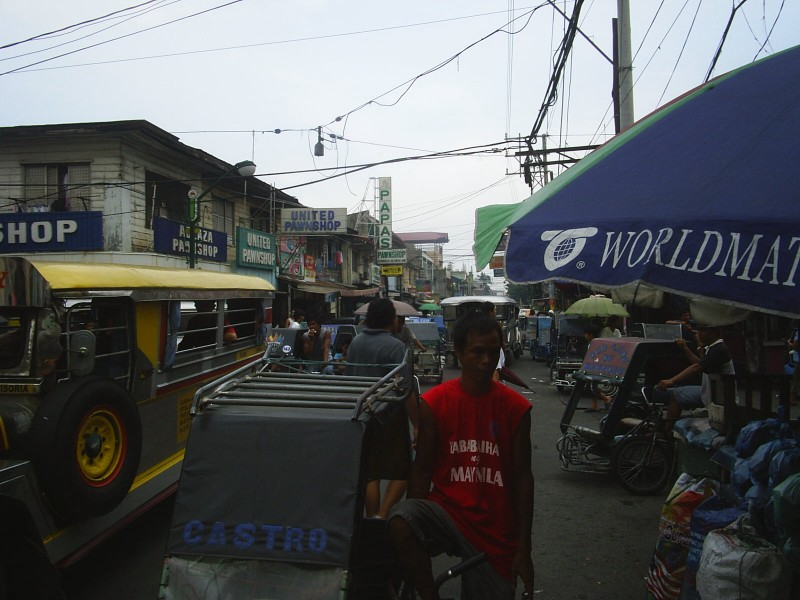
Pritil市場附近的鬧街

## 外部連結
- 湯都歷來面貌 （页面存档备份，存于）
- Paul Morrow's THE LAGUNA COPPERPLATE INSCRIPTION
- 宋史
- 東西洋考 （页面存档备份，存于）
- GMA NEWS.TV, video, Sto. Niño parish in Tondo prepares for feast - 01/18/2008 （页面存档备份，存于）
- gmanews.tv, video, Feast of Sto. Nino starts - 01/19/2008 （页面存档备份，存于）

14°37′01″N 120°58′01″E / 14.617°N 120.967°E